# Alexy Noel Vega
Alexy Noel Vega Orellana (Jutiapa, Honduras, 16 de septiembre de 1996) es un futbolista hondureño. Juega de delantero o mediocampista y su equipo actual es el C. D. Marathón de la Liga Nacional de Honduras.

## Trayectoria

### C. D. Victoria
Alexy Vega comenzó en las divisiones menores del Victoria donde, bajo la tutela de Jorge 'Tata' Lozano, recibió la oportunidad de ser ascendido al primer equipo. El 1 de mayo de 2016, debutó con los Jaibos en un enfrentamiento contra Juticalpa en el Estadio Ceibeño, por la última fecha del Clausura 2016, aunque descendieron a la Liga de Ascenso.
Permaneciendo en la segunda división del fútbol hondureño, Vega no solo se mantuvo, sino que escaló hasta convertirse en un referente indiscutible del Victoria. El 12 de junio de 2021, su desempeño fue crucial para que el Victoria volviera a la Liga Nacional. En la final de ascenso contra Atlético Pinares, contribuyó con dos asistencias de gol en la victoria por 3-0.
El 11 de agosto de 2021, jugó su primer partido de vuelta a la máxima categoría del fútbol hondureño, aunque su equipo sufrió una derrota 0-1 ante Motagua. El 5 de febrero de 2022, marcó su primer gol en la Liga Nacional en la victoria 2-0 sobre Platense en el Estadio Excelsior.
En el Apertura 2022, Vega brilló con nueve goles, consolidándose como el tercer máximo goleador de la liga, solo detrás del argentino Agustín Auzmendi y Clayvin Zúniga, y en el Apertura 2023 volvió a ocupar el tercer lugar con ocho tantos, por detrás de Auzmendi y Jerry Bengtson. Su segunda etapa en la Liga Nacional con el Victoria, que abarcó entre 2021 y 2023, concluyó con 84 partidos jugados y 28 goles anotados.

### C. D. Marathón
El 10 de diciembre de 2023, se confirmó su traspaso al Marathón con un contrato por tres años.

## Selección nacional
El 19 de junio de 2023, recibió su convocatoria a la selección absoluta de Honduras para encarar la Copa de Oro 2023. Días atrás, el 15 de junio, debutó con la selección nacional en un amistoso contra Venezuela que finalizó con derrota 0-1.

### Participaciones en Copa de Oro
| Torneo           | Sede                    | Resultados     | Partidos | Goles |
| ---------------- | ----------------------- | -------------- | -------- | ----- |
| Copa de Oro 2023 | Estados Unidos · Canadá | Fase de grupos | 1        | 0     |

## Estadísticas

### Clubes
Actualizado al último partido disputado el 9 de marzo de 2024.
| Club                    | Div.          | Temporada     | Liga         | Liga         | Copas nacionales | Copas nacionales | Copas internacionales | Copas internacionales | Total        | Total        |
| Club                    | Div.          | Temporada     | Part.        | Goles        | Part.            | Goles            | Part.                 | Goles                 | Part.        | Goles        |
| ----------------------- | ------------- | ------------- | ------------ | ------------ | ---------------- | ---------------- | --------------------- | --------------------- | ------------ | ------------ |
| C. D. Victoria Honduras | 1.ª           | 2015-16       | 1            | 0            | ―                | ―                | ―                     | ―                     | 1            | 0            |
| C. D. Victoria Honduras | 2.ª           | 2016-17       | Inaccesibles | Inaccesibles | ―                | ―                | ―                     | ―                     | Inaccesibles | Inaccesibles |
| C. D. Victoria Honduras | 2.ª           | 2017-18       | Inaccesibles | Inaccesibles | ―                | ―                | ―                     | ―                     | Inaccesibles | Inaccesibles |
| C. D. Victoria Honduras | 2.ª           | 2018-19       | Inaccesibles | Inaccesibles | ―                | ―                | ―                     | ―                     | Inaccesibles | Inaccesibles |
| C. D. Victoria Honduras | 2.ª           | 2019-20       | Inaccesibles | Inaccesibles | ―                | ―                | ―                     | ―                     | Inaccesibles | Inaccesibles |
| C. D. Victoria Honduras | 2.ª           | 2020-21       | Inaccesibles | Inaccesibles | ―                | ―                | ―                     | ―                     | Inaccesibles | Inaccesibles |
| C. D. Victoria Honduras | 1.ª           | 2021-22       | 33           | 4            | ―                | ―                | ―                     | ―                     | 33           | 4            |
| C. D. Victoria Honduras | 1.ª           | 2022-23       | 34           | 16           | ―                | ―                | ―                     | ―                     | 34           | 16           |
| C. D. Victoria Honduras | 1.ª           | 2023-24       | 17           | 8            | ―                | ―                | ―                     | ―                     | 17           | 8            |
| C. D. Victoria Honduras | Total club    | Total club    | 85           | 28           | 0                | 0                | 0                     | 0                     | 85           | 28           |
| C. D. Marathón Honduras | 1.ª           | 2023-24       | 21           | 14           | ―                | ―                | ―                     | ―                     | 21           | 14           |
| C. D. Marathón Honduras | 1.ª           | 2024-25       | 21           | 13           | ―                | ―                | 4                     | 1                     | 25           | 15           |
| C. D. Marathón Honduras | Total club    | Total club    | 42           | 27           | 0                | 0                | 4                     | 1                     | 46           | 28           |
| Total carrera           | Total carrera | Total carrera | 127          | 55           | 0                | 0                | 4                     | 1                     | 131          | 56           |

## Palmarés

### Campeonatos nacionales
| Título                    | Club           | País     | Año  |
| ------------------------- | -------------- | -------- | ---- |
| Torneo Clausura (Ascenso) | C. D. Victoria | Honduras | 2021 |

### Distinciones individuales
| Distinción                                 | Año  |
| ------------------------------------------ | ---- |
| Maximo Goleador Torneo Clausura (14 goles) | 2024 |